# کودی رودز
کودی گرت رونلز رودز (به انگلیسی: Cody Garrett Runnels Rhodes) (زاده۳۰ ژوئن ۱۹۸۵) که بیشتر با نام کودی رودز شناخته می‌شود، کشتی‌گیر حرفه‌ای آمریکایی است. او در حال حاضر با دبلیودبلیوئی قرارداد دارد و در برند اسمک‌داون فعالیت می‌کند و قهرمان کنونی عنوان قهرمانی بی چون و چرای دبلیودبلیوئی برای دومین بار است. او همچنین به‌دلیل حضورش در ای‌ئی‌دبلیو در سال‌های ۲۰۱۹ تا ۲۰۲۲ نیز شناخته می‌شود؛ جایی که به عنوان معاون اجرایی این شرکت و سه‌بار قهرمان کمربند تی‌ان‌تی این شرکت شناخته می‌شد.
رودز که پدر و برادر ناتنی‌اش در این حرفه فعالیت می‌کردند، در سال ۲۰۰۶ به دبلیودبلیوئی پیوست و در ابتدا در برند توسعه کشتی‌گیران وقت آن شرکت یعنی OVW مشغول به فعالیت بود. پیشرفت چشمگیر او سبب شد تا یک سال بعد به برندهای اصلی دبلیودبلیوئی ملحق شود و در دوره اول حضورش در دبلیودبلیوئی موفق به کسب ۲ بار عنوان بین قاره‌ای و با ۵ فرد مختلف، برای هشت بار قهرمان تگ تیم شود (۳ عنوان تگ تیم جهان قدیم، ۴ عنوان تگ تیم وقت راو و ۱ بار قهرمانی تگ تیم اسمک‌داون دبلیودبلیوئی).
پس از اختلاف با رئیسان دبلیودبلیوئی و جدایی او از این شرکت در مه ۲۰۱۶، رودز در شرکت‌های مستقل فعالیت کرد. او چندین بار نیز در تی‌ان‌ای با نام کودی فعالیت می‌کرد، زیرا حق استفاده از نام کودی رودز تا سال ۲۰۲۰ متعلق به دبلیودبلیوئی بود. او همچنین در رینگ آو آنر نیز فعالیت می‌کرد و توانست در سپتامبر ۲۰۱۷ قهرمان عنوان جهانی این شرکت شود. در سال ۲۰۱۸، رودز همراه با هم‌تیمی‌هایش، مت و نیک جکسون، یک پی‌پرویوی مستقل با نام آل این را برگزار کردند. رودز در این رویداد توانست قهرمان کمربند جهانی سنگین‌وزن ان‌دبلیوآ شود، کمربندی که پیش از این پدرش نیز قهرمان آن شده بود. این رویداد تبدیل به اولین رویداد از سال ۱۹۹۳ شد که متعلق به دبلیودبلیوئی یا دبلیوسی‌دبلیو (رقیب وقت WWE) نبود و توانست ۱۰ هزار بلیط بفروشد، این اتفاق لحظه بزرگی در کشتی حرفه‌ای بود و منجر به تأسیس شرکت ای‌ئی‌دبلیو در ژانویه ۲۰۱۹ داشت.
پس از تأسیس ای‌ئی‌دبلیو، رودز همزمان با کشتی گرفتن، به مقام معاون اجرایی این شرکت تازه‌تاسیس نیز رسید. او زمانی که آنجا بود، اولین قهرمان کمربند تی‌ان‌تی شد و دو بار دیگر نیز توانست قهرمان این کمربند شود. پس از شکست در مذاکره برای تمدید قرارداد، او در فوریه ۲۰۲۲ این شرکت را ترک کرد و دو ماه بعد در رسلمنیا ۳۸، پس از ۶ سال به دبلیودبلیوئی بازگشت و موفق به شکست سث رالینز در اولین مسابقه‌اش شد. او سپس برای دو سال پیاپی (۲۰۲۳ و ۲۰۲۴) برنده مسابقه رویال رامبل شد و چهارمین کشتی‌گیری شد که می‌تواند برای دو سال پیاپی برنده این مسابقه شود، اتفاقی که پس از برنده شدن استیو آستین در سال‌های ۱۹۹۷ و ۱۹۹۸ رخ نداده بود. رودز در رسلمنیا ۴۰ با شکست دادن رومن رینز و پایان دادن به سلطنت ۱۳۱۶ روزه او، برای اولین بار قهرمان عنوان جهانی دبلیودبلیوئی شد. رودز در سال ۲۰۲۴ در صدر فهرست ۵۰۰ کشتی‌گیر مرد برتر جهان به انتخاب PWI قرار گرفت.

## حرفه

### اوهایو ولی رستلینگ ۲۰۰۶–۲۰۰۷
او در ابتدا به اوهایو ولی رستلینگ که در آن زمان زیر مجموعهٔ کمپانی دبلیو دبلیو ای بود، رفت و با استفاده از نام اصلی خود توانست به پیشرفت چشمگیری دست پیدا کند. تگ تیم او به همراه شان اسپیرز توانست ۲ بار قهرمان کمربند تگ تیم او وی دبلیو شود.

### عضو اصلی کمپانی

#### تگ تیم با هاردکورهالی
در تاریخ ۲ ژوئیه سال ۲۰۰۷ او اولین حضورش رو در تلویزیون داشت. او پس از مدتی با هاردکور هالی گروه تگ تیمی تشکیل دادند و توانستند یک بار قهرمان کمربند تگ تیم جهانی دبلیو دبلیوئی بشوند.

#### لگاسی (۲۰۰۸–۲۰۱۰)
او پس از درگیری با هاردکورهالی که با هم تگ تیم بودند، به همراه تد دیبیاسی و رندی اورتون گروه لگاسی را تشکیل دادند که رندی اورتون رهبر گروه بود. از درگیری‌های مهم آنان می‌توان به درگیری آن‌ها با خانوادهٔ مکمن (وینس مکمن - استفانی مکمن - شین مکمن - تریپل ایچ)
و گروه دی اکس (تریپل ایچ و شاون مایکلز) اشاره کرد.
این گروه در رسلمنیای ۲۶ با برد رندی اورتون این گروه منحل شد.

#### کودی رودز جذاب ۲۰۱۰–۲۰۱۱ و قهرمانی بین قاره‌ای تا سال۲۰۱۲
گیمیک جدید او بعد از لگاسی کدی جذاب بود. او در این مدت با کسانی همچون ری مستریو و کریسشن درگیر بود و حتی توانست در رسلمنیای ۲۷ ری مستریو را شکست دهد.
رودز با شکست دادن ازکیل جکسون توانست قهرمان کمربند بین قاره‌ای شود و برای دفاع از عنوان خود با کسانی همچون شیمس، بیگ شو و سین کارا درگیر بود.

#### تگ تیم رودز کالرز و درگیری با دیمن ساندو ۲۰۱۲–۲۰۱۳
تگ تیم رودز کالر تشکیل شده از کودی رودز و دمین ساندو بود اما این همکاری درمانی این د بنک ۲۰۱۳ به پایان رسید وقتی رودز در آستانه پیروزی بود دمین ساندو با پرتاب رودز از نردبان برنده شد. اما رودز دست بردار نبود و وقتی که می‌خواست ساندو مانی این دبنک خود را کش کند رودز مانع شد و در اسمکدان چمدان ساندو را به خلیج مکزیک پرتاب کرد. درگیری به سامراسلم کشیده شد و رودز پیروز شد. درگیری بین ساندو و رودز مدتی بعد تمام شد.

#### تگ تیم شدن با برادر خود گلداست ۲۰۱۳ تا ۲۰۱۵
پس از فیس شدن او در کمپانی ودرگیری با رندی اورتون، تریپل ایچ او را به خاطر باخت در مقابل رندی اورتون اخراج کرد. او در مدتی که اخراج بود ازدواج کرد و حدود یک ماه از کمپانی دور بود. در این مدت گلداست برادر کودی رودز به کمپانی برگشت و با رندی اورتون بازی کرد و او هم نیز شکست خورد. پس از مدتی کودی به کمپانی برگشت با برادرش گلداست گروه تگ تیمی تشکیل دادند و موفق شدند پس از مدتی طولانی کمربند تگ تیم را از رومن رینز و سث رولینز در پی پر ویوی بتل گروند بگیرند و قهرمان جدید این کمربند شوند.
در پی پی وی رویال رامبل برادران رودز این کمربندها را به گروه با تجربهٔ نیو اج اوت لاوز واگذار کردند.
او در رسلمینیا ۳۸ پس از شش سال به دبلیو دبلیو ای بازگشت و ست رولینز را شکست داد آنها در رسلمینیا بکلش ۲۰۲۲ برای بار دوم و در هل این ا سل ۲۰۲۲ برای بار سوم مقابل هم قرار گرفتند که هردو مسابقه را کودی رودز برد.

## زندگی شخصی
رونلز پسر داستی رودز و برادر ناتنی داستین رودز (گلداست) است. او هم چنین خواهرهایی بنام‌های تیل گرگل و کریستین دیتو (جزء تشویق کننده‌های تیم گاوچران‌های دالاس) دارد. در ۳۱ مارس ۲۰۰۷، کودی به همراه داستین پدرشان را وارد تالار شهرت دبلیو دبلیو ای کردند. او پسرخواهر کشتی‌گیر حرفه‌ای، جری سگز و فرد اوتمن و پسرخوانده مگنوم تی. ای است.
نماد روی چکمه‌های کودی برگرفته از بازی کامپیوتری افسانه زلدا است که او طرفدارش است. او طرفدار کتاب‌های کمیک است و لباس کشتی اش الهام گرفته از فرشته، شخصیت مردان اکس است.
رونلز در سپتامبر ۲۰۱۳ با برندی رودز ازدواج کرد.

## افتخارات

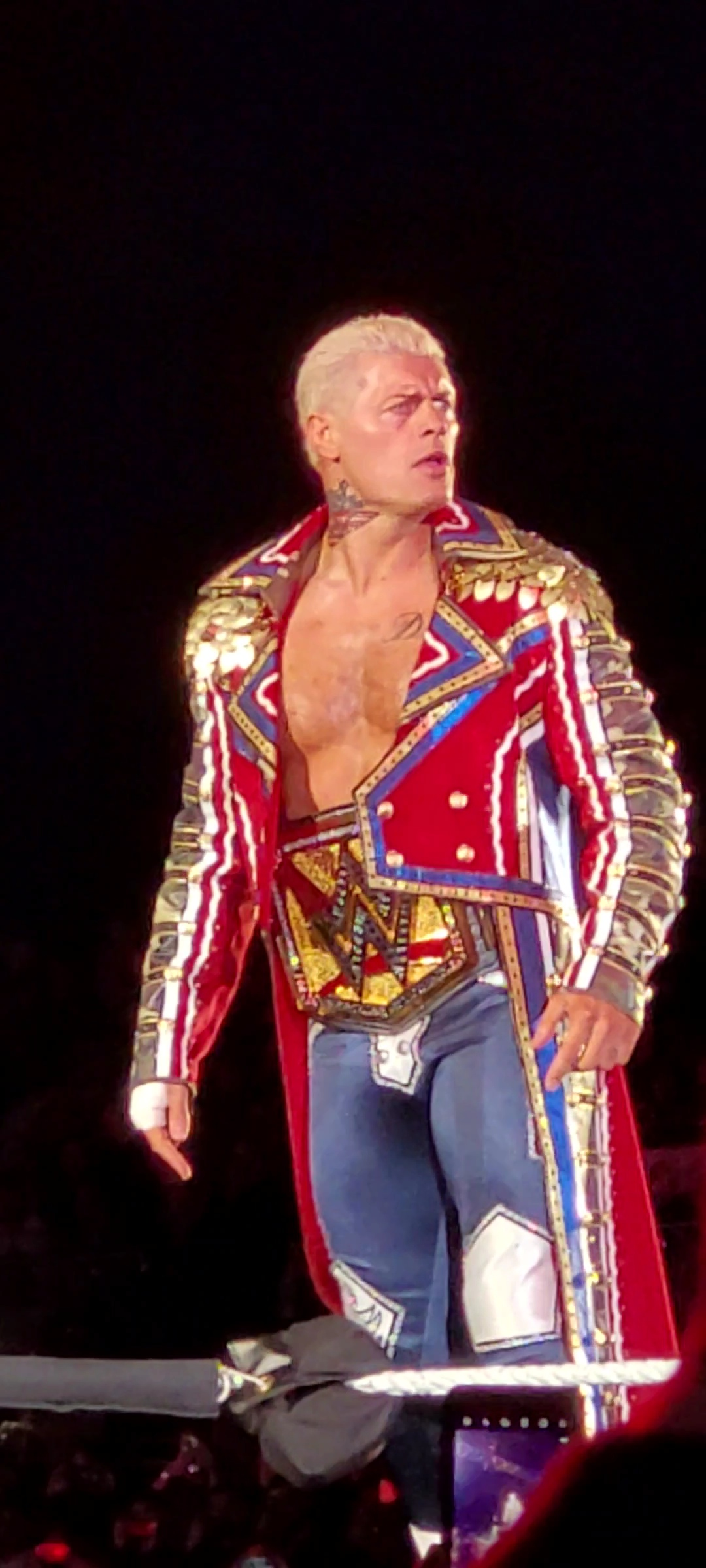
کودی رودز، قهرمان کمربند «بی‌قید و شرط جهانی دبلیودبلیوئی»

### ای‌ئی‌دبلیو
- قهرمان کمربند تی‌ان‌تی (۳ بار)

### ان‌دبلیوآ
- قهرمان کمربند جهانی سنگین‌وزن ان‌دبلیوآ (۱ بار)

### ان‌جی‌پی‌دبلیو
- قهرمان کمربند سنگین‌وزن آمریکا (۱ بار)

### رینگ آو آنر
- قهرمان کمربند جهانی رینگ آو آنر (۱ بار)
- قهرمان کمربند تگ تیم ۳ نفره رینگ آو آنر (۱ بار) - با تیم یانگ باکس

### اوهایو ولی رستلینگ
- قهرمان کمربند سنگین‌وزن اوهایو ولی رستلینگ (۱ بار)
- قهرمان کمربند تلویزیون اوهایو ولی رستلینگ (۱ بار)
- قهرمان کمربند تگ تیم اوهایو ولی رستلینگ (۲ بار) - با شان اسپیرز
- چهارمین قهرمان سه‌گانهٔ اوهایو ولی رستلینگ

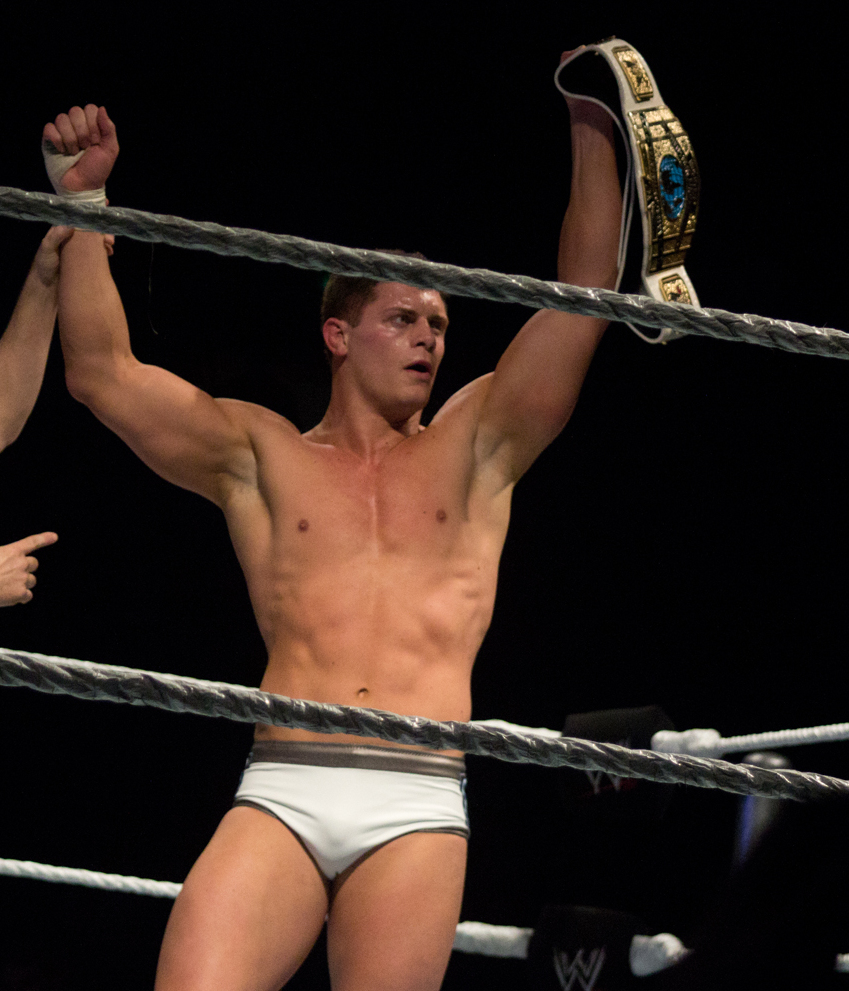
... او همچنین دو بار قهرمان کمربند بین قاره‌ای دبلیودبلیوئی شده است…

### دبلیودبلیوئی
- قهرمان کمربند جهانی دبلیودبلیوئی (۲ بار، قهرمان کنونی)[۲۰]
- قهرمان کمربند بین قاره‌ای (۲ بار)
- برنده مسابقه رویال رامبل (۲۰۲۳ و ۲۰۲۴)
- قهرمان کمربند تگ تیم اسمک‌داون (۱ بار) - با جی اوسو
- قهرمان کمربند تگ تیم راو (۴ بار) - با درو مکنتایر (۱)، گلداست (۲) و جی اوسو (۱) - او و جی اوسو همزمان قهرمان کمربند تگ تیم اسمک‌داون هم بودند؛ زیرا این دو کمربند در آن زمان به صورت همزمان و تحت عنوان «قهرمانی بی‌قید و شرط تگ تیم دبلیودبلیوئی» دفاع می‌شد.
- قهرمان کمربند تگ تیم جهانی (۳ بار) - با هاردکور هالی (۱)، تد دی‌بیاسی جونیور (۲)
- برنده جایزه اسلمی اواردز (۴ بار)... و ۸ بار قهرمان کمربندهای تگ‌تیم در دبلیودبلیوئی.
  - تیم سال (۲۰۱۳) - با گلداست
  - بهترین ورودی سال (۲۰۲۴)

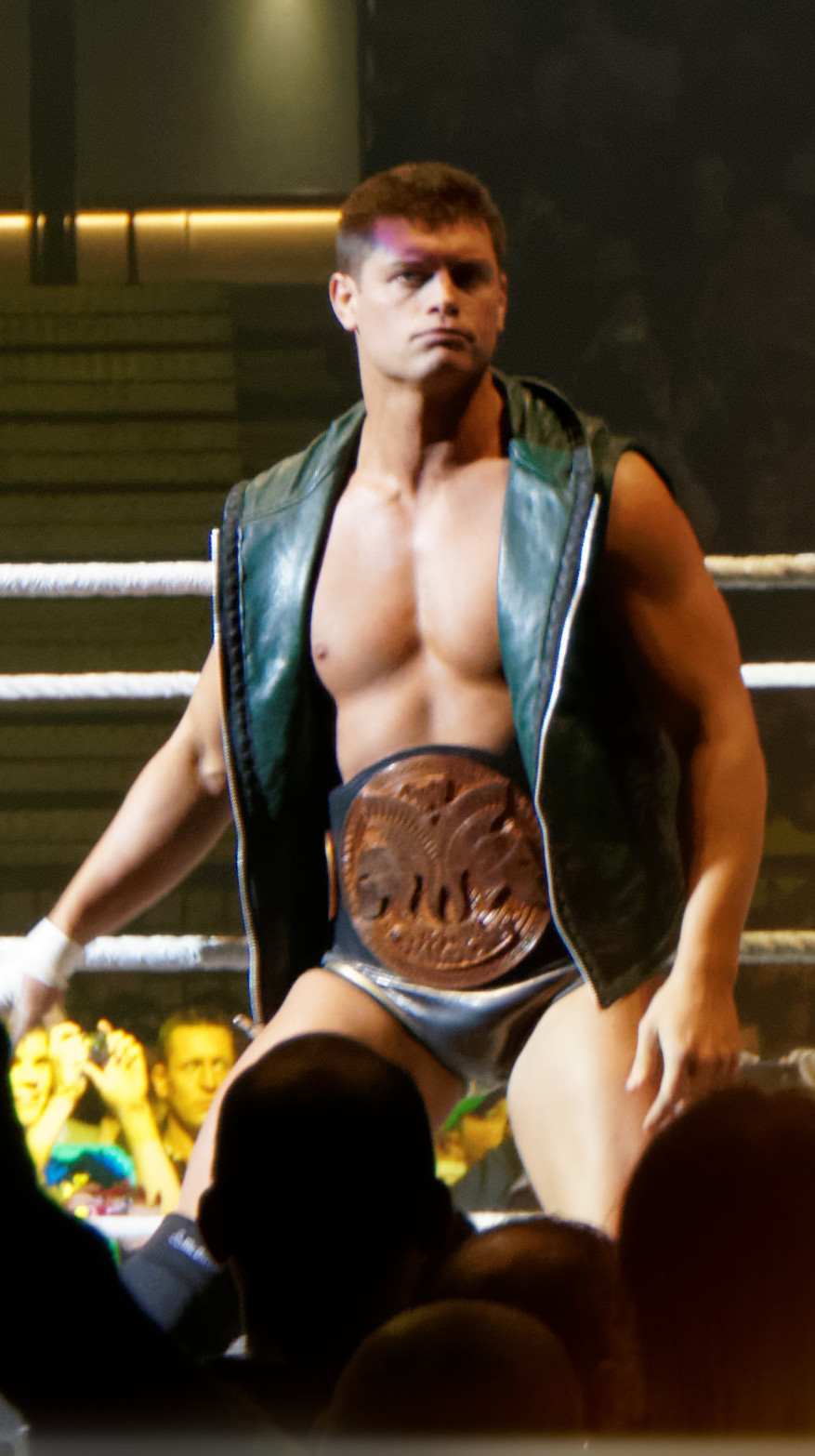
... و ۸ بار قهرمان کمربندهای تگ‌تیم در دبلیودبلیوئی.

  - بهترین رقابت سال (۲۰۲۴) - با رومن رینز
  - بهترین کشتی‌گیر مرد سال (۲۰۲۴)